# Cismar
Cismar est un village du Holstein-de-l'Est en Allemagne septentrionale appartenant à la commune de Grömitz et comprenant les vestiges d'une abbaye bénédictine. Sa population est d'environ 800 habitants.

## Historique
C'est en 1245 qu'est fondée l'abbaye de Cismar par des bénédictins de Lübeck. L'abbaye est sécularisée à l'époque de la réforme protestante et transformée en domaine agricole. Ses vestiges appartiennent depuis 1999 à la fondation du musée régional du château de Gottorf. Des expositions et des concerts (avec notamment un festival les deux dernières semaines d'août) y sont régulièrement organisés.

## Autres bâtiments
- La Maison de la Nature de Cismar rassemble la collection d'escargots et de mollusques la plus importante d'Allemagne.
- La Maison Blanche, qui appartient à la femme de lettres Doris Runge, organise des séminaires et des lectures publiques.